# 王棠 (清朝)
王棠（1705年—1748年），字尚木，清代山东诸城人。
王沛憻之子。康熙五十九年举人第四十一名。雍正六年（1728年），捐官授工部虞衡司员外郎。歷官直隶口北道佥事，累加按察使衔。後因故罢官。乾隆元年起用為云南道府用。乾隆东巡時，王棠迎于济南，乾隆打算再召用，不久以病卒。